# Justiniano (prepósito)
Justiniano (em latim: Iustinianus) foi um oficial romano. Um prepósito, é citado envolvido na edificação de um forte na costa da Britânia. Esse forte, parte das defesas da costa saxônica, provavelmente pertence à reorganização defensiva do final do século IV. Esse Justiniano talvez possa ser associado ao mestre dos soldados homônimo.